# Klara Sooronkulowa
Klara Syrgakbekowna Sooronkulowa (kirgisisch Клара Сыргакбековна Сооронкулова; * 18. März 1969 in Sopu-Korgon, Kirgisische SSR, heute Oblus Osch, Kirgisistan) ist eine kirgisische Juristin und Politikerin. Sooronkulowa war Richterin am Obersten Gerichtshof der Kirgisischen Republik und kandidierte als Vorsitzende der Partei Reforma bei der Präsidentschaftswahl 2021.

## Karriere

### Studium und Lehrtätigkeit
Sooronkulowa wurde 1969 im Dorf Sopu-Korgon im heutigen Oblus Osch, das den südwestlichen Teil Kirgisistans bildet, geboren. Nach ihrem Schulabschluss nahm sie ein Jura-Studium in Bischkek, der damaligen Hauptstadt der Kirgisischen SSR, auf. Sie schloss ihr Studium im Jahr 1992 und damit nach dem Zerfall der Sowjetunion und der Unabhängigkeit Kirgisistans ab, blieb jedoch an der Kirgisischen Nationaluniversität in Bischkek als Hochschullehrerin an der juristischen Fakultät tätig. Diese Funktion übte sie von 1994 bis 2011 aus.
Im Jahr 2010 trat Sooronkulowa erstmals in der kirgisischen Politik in Erscheinung, als sie nach dem Regierungswechsel 2010 an der Ausarbeitung der neuen Verfassung der Kirgisischen Republik beteiligt war. Diese wurde in einem Referendum im Juni 2010 angenommen und legte den Grundstein für die demokratische Entwicklung Kirgisistans in den 2010er-Jahren. Zwischen 2010 und 2011 war Sooronkulowa außerdem Mitglied der Zentralen Wahlkommission, die für die Organisation und Überwachung von Wahlen und Referenden in Kirgisistan zuständig ist.

### Amtszeit am Obersten Gerichtshof
Im Jahr 2011 wurde Sooronkulowa zur Richterin in der Kammer für Verfassungsrecht am Obersten Gerichtshof Kirgisistans ernannt, zeitgleich gab sie ihre Lehrtätigkeit an der kirgisischen Nationaluniversität auf. Ihre Amtszeit als Verfassungsrichterin endete im Jahr 2015 im Zuge des Streits um die Einführung eines biometrischen Wählerverzeichnisses im Vorfeld der Parlamentswahl 2015. Diese Maßnahme wurde von der Regierung und vom damaligen Präsidenten Almasbek Atambajew befürwortet, um Wahlmanipulation zu erschweren, während oppositionelle Gruppen die Maßnahme aus Gründen des Datenschutzes ablehnten. Sooronkulowa positionierte sich in dieser Streitfrage gegen die Linie der Regierung und kam in einem Gutachten zu dem Schluss, dass die Einführung eines biometrischen Wählerverzeichnisses nicht mit der kirgisischen Verfassung vereinbar sei. In der verfassungsrechtlichen Kammer wurde daraufhin in einer Abstimmung, die durch die Stimme des vorsitzenden Richters entschieden wurde, eine Untersuchung gegen Sooronkulowa wegen Disziplinlosigkeit und ihrer deutlichen Kritik an den Unterstützern des Wählerverzeichnisses gefordert. Statt des rechtlich vorgeschriebenen, zweimonatigen Verfahrens unter Anhörung der betroffenen Richterin wurde die Untersuchung gegen Sooronkulowa innerhalb von sechs Tagen ohne persönliche Anhörung abgeschlossen und endete mit der Absetzung Sooronkulowas als Richterin der verfassungsrechtlichen Kammer am 18. Juni 2015. Am 24. Juni kam es zu Demonstrationen von Unterstützern der Richterin vor dem Parlament und dem Weißen Haus in Bischkek, Sooronkulowa selbst nannte die Entscheidung eine offene und unverschämte Darstellung von Macht seitens der Exekutive und zeigte sich besorgt hinsichtlich der Unabhängigkeit der Justiz in Kirgisistan.

### Politische Tätigkeit
Nach dem Ende ihrer Amtszeit am Obersten Gerichtshof war Sooronkulowa für einige Monate an der University of Central Asia tätig, ehe sie sich verstärkt ihrer politischen Karriere zuwandte. Im Jahr 2017 trat sie erneut als Kritikerin von Präsident Almasbek Atambajew in Erscheinung, als sie das rechtliche Vorgehen von Regierungsbehörden gegen unabhängige Medien, die den kirgisischen Präsidenten kritisierten, als Verstoß gegen die verfassungsrechtlich garantierte Pressefreiheit wertete.
Im März 2019 wurde sie als Mitglied des Exekutivkomitees der Partei Ulutar Birimdigi unter der Führung des ehemaligen Bürgermeisters von Osch, Melisbek Myrsakmatow, erstmals parteipolitisch aktiv. Schon im Jahr 2020 wechselte Sooronkulowa allerdings zur neu gegründeten Partei Reforma, die durch Crowdfunding die nötigen finanziellen Mittel für die Teilnahme an der Parlamentswahl 2020 generieren konnte. Sooronkulowa wurde Vorsitzende der Partei und kandidierte bei der Parlamentswahl auf dem ersten Listenplatz der Partei für einen Sitz im Dschogorku Kengesch, dem kirgisischen Parlament. Mit 1,64 % der abgegebenen Stimmen verfehlte die Partei allerdings die Sperrklausel von 7 % und verpasste damit den erstmaligen Einzug in das Parlament. Nach der Wahl schloss sich Sooronkulowa den Protesten gegen das Wahlergebnis und die zahlreichen Hinweise auf Wahlmanipulation und Stimmenkauf an und sagte am Tag nach der Wahl, jeder habe während des Wahlkampfs und am Wahltag wahre Gesetzlosigkeit beobachten können. Mit der Annullierung des Wahlergebnisses und dem Rücktritt des Präsidenten Sooronbai Dscheenbekow zeigten die Massenprotesten rasch Wirkung in der kirgisischen Politik.
Am 11. November 2020 kündige Sooronkulowa an, bei der anstehenden Präsidentschaftswahl in Kirgisistan am 10. Januar 2021 kandidieren zu wollen. In dem 17-köpfigen Bewerberfeld, das vom deutlichen Favoriten Sadyr Dschaparow angeführt wurde, war Sooronkulowa die einzige weibliche Kandidatin. Bei der Wahl erreichte sie schließlich 0,99 % der abgegebenen Stimmen und belegte damit beim eindeutigen Wahlsieg Dschaparows den siebten Platz. Ein starkes Ergebnis gelang ihr in der Hauptstadt Bischkek, wo sie 4,76 % der Stimmen erhielt, insbesondere im Süden und Osten des Landes konnte sie allerdings kaum Wähler mobilisieren.